# 다이라노 기요모리 (2012년 드라마)
『다이라노 기요모리』(일본어: 平清盛)는 2012년 1월 8일부터 12월 23일까지 일본의 NHK에서 방송되었던 대하 드라마로, 제51번째 대하 드라마이자 NHK 대하 드라마 시리즈 탄생 50주년 기념 작품이다.
헤이안 시대 말기 헤이시 정권을 세우고, 왕가나 귀족의 집이나 지키는 개로 여겨지던 무사(武士) 출신으로써 일본의 패자(覇者)의 자리에까지 오른 다이라노 기요모리(平淸盛)의 생애를 중심으로, 단노우라 전투까지의 헤이케 일문의 영고성쇠를 등장인물로 헤이케를 멸망시키는 주역 겸 나레이션 · 미나모토노 요리토모(源頼朝)의 시점에서 그린 작품이다.
일본에서 2005년작 『요시츠네』 이래 다시금 헤이안 시대를 배경으로 한 작품으로, 동시에 1972년의 『신・헤이케 이야기』 이래 40년 만에 다이라노 기요모리를 주역으로 한 작품이 된다. 또한 주인공 기요모리로 분한 배우 마쓰야마 켄이치에게 있어서는 NHK 대하 드라마 첫 주연작이기도 하다.
일본의 대하 드라마의 저변을 확대하는 형태로 전년까지 방송되었던 언덕 위의 구름이 종료됨에 따라, 연중 방송이었던 일본의 대하 드라마는 이 작품으로 다시 12월 종료로 돌아왔다.

## 기획 · 제작

### 방송까지
크랭크인은 2011년 8월 19일, 일본 이와테현의 오슈시에서 동일본 대지진 발생 이래 처음이 되는 NHK 드라마에서의 도호쿠 지방에서의 대규모 로케를 감행하여 개시되었다. 또한 대하 드라마 사상 최초의 시도로서 동일본 대지진의 재해자들을 초대한 '교류회'를 에사시 후지와라 마을에서 실시했다.
주인공 다이라노 기요모리로 분한 배우 마쓰야마는 제작 발표에서 '일족의 유대를 그린 헤이안의 대부'라는 작품의 테마에 흥미를 가진 자신의 지원을 받은 기용에 대해 '일본을 건강하게 만드는 작품을 하고 싶습니다 "라고 포부를 밝히고 있다.
드라마의 등장인물이면서 동시에 나레이션을 맡은 미나모토노 요리토모 역에는 오카다 마사키(岡田将生)가 기용되는 것이 2011년 8월 8일에 발표되었다. 오카다는 일본의 대하 드라마 사상 최연소 미나모토노 요리토모이자 최연소의 나레이션 담당이 된다.
극중 음악을 요시마츠 타카시가 담당하고, TV 드라마의 음악을 담당하는 것은 이것이 처음이었다 .

### 작품 구성
스토리 구성은, 제1회부터 기요모리의 키워준 아버지 ・ 다다모리가 사망하는 제16회까지를 제1부, 기요모리가 헤이시 일문의 도료(당주)가 된 제17회부터 호겐의 난과 헤이지의 난을 거쳐 공경이 된 기요모리가 이쓰쿠시마에 경전을 봉납하는 제30회까지를 제2부로 하고, 제31회부터 제3부에 들어간다. 이에 맞추어 오프닝의 영상에도 변화가 일어나서, 제1부·제2부의 무장한 젊은 기요모리가 화살을 매겨 쏘는 컷이, 제3부에서는 장년기의 키요모리가 노시(直衣) 차림으로 부채를 쥐고 춤추는 모습으로 바뀌고 있다.
또 제7회부터 시작 부분에 30초간의 「오늘의 볼거리」코너가 추가되고 있다. 작중의 복잡한 인물 배경 등을, 시청자에게 알기 쉽게 소개하는 것을 목적으로 하고 있다.

### 극중 음악
고시라카와 법황이 편찬한 헤이안 시대의 이마요(노래) 모음집 《료진히쇼》에 담긴 노래 '놀려고 태어난 게지'(遊びをせんとや生まれけむ)가 '열심히 사는'이라는 메시지로서 드라마 전체를 관철하는 테마가 되고 있다 . 테마 음악으로 간노 이즈미 에 의한 피아노 솔로와 「보통 아이가 평범하게 흥얼거리는 듯한」이미지에서 채용된 아역 배우 마쓰라 아유미(松浦愛弓)에 의한 가창으로 「놀려고 태어난 게지」의 멜로디가 사용되고 있다. 그 밖에 극중에서도 기요모리의 자장가로서 사용되었다. 「놀려고 태어난 게지」의 멜로디의 작곡에 있어서, 요시마쓰는 음성 합성 소프트웨어 「하츠네 미쿠」를 사용하였다.
또, 「타르카스」(Tarkus)에서 「분화」 「만티코어」 「아쿠아 타르카스」(에머슨 레이크 & 파머)의 요시마쓰 편곡에 의한 오케스트라판과 요시마쓰의 구작 「5월의 꿈의 노래」가 극중에서 사용되고 있다. 「타르카스」는 「이미지 송」적인 으로 신 프로그램 예고에도 사용되었다. 「5월의 꿈의 노래」는 피아노곡으로 편곡되어, 기요모리를 둘러싼 가족의 마음의 「정」의 이미지곡으로서 사용된다.
또한 본작에서는 법황 · 상황을 중심으로 하는 「집안」(家)을 표현하는 용어로 「왕가」(王家)라는 용어가 채용되어, 드라마 내에서 「왕가」라는 말이 많이 사용되고 있다. 시대 고증을 담당한 혼고 가즈토(本郷和人) 교수도 천황 · 상황 등을 한데 묶어서 '패밀리'로 생각하는 개념이 당시에는 등장하고 있지 않기 때문에, 당시의 말로는 「왕가」 「천황가」의 용어는 모두 사용되고 있지 않다며, "천황가라고 부르든 왕가라고 부르든 틀린 것이 아니다"가 제작 스탭 사이에서 천황의 집안을 무엇이라고 표현할지 진지한 토론이 이루어져 현재의 학계에서 시민권을 얻고 있는 '왕가'의 호칭을 채용하도록 학문적 관점에서 제안했다고 한다. 또한 역사학 구로다 도시오가 제창한 「왕가」라는 용어에는 이론도 존재하고 있으나 대체로 일본 학계 안에서 자리잡아가고 있는 추세이다.

### 의식·의례 고증
일본 대하 드라마 최초의 '의식 · 의례 고증'이 열리면서 다양한 궁중행사가 재현되었다. 의식 · 의례 고증 담당은 사타 요시히코가 맡았다. 이는 무대가 되는 헤이안 시대의 귀족 사회에서는 의례나 의식이 정치·교류의 장으로써 중요하다는 인식에 기인한 것이다.

## 작품의 반향
그러나 본작은 후술하는 바와 같이 시청률적으로 고전했다. 한편으로, 일본의 젊은 여성들 사이에서는 매니악한 호평도 얻어 잡지의 특집 기사 등으로 실리기도 하였다.

### 시청률
1월 8일에 방송된 제1회의 시청률은 17.3%로, 첫회로서는 「공명의 갈림길」(2006년, 19.8%) 이후의 20% 균열로 해, 51번째작 중에서는 3 두 번째로 낮은 숫자가 되었다 . 8월 5일 방송의 제31회는 그 다음 프로그램 편성이 런던 올림픽 여자 마라톤 중계(관동에서의 평균 시청률이 22.5%)이었던 것도 있어, 시청률 기록이 집계되고 있는 1989년 이후로 최저인 한편 최초의 한 자릿수인 7.8%가 되었다. 게다가 제45회에서 최저 시청률을 갱신(7.3%)하는 등 시청률 한자릿수는 9회에 달했다.
전화 평균 시청률은 12.0%, 최고 시청률은 17.8%로, 모두 '꽃의 난'(각각 14.1%, 18.3%)을 밑도는 당시 최저 기록이 되었다 
저시청률에 대한 비판에 대해 주역인 마쓰야마가 10월 26일에 크랭크업했을 때, 진지하게 작품에 임하면서 최저를 기록하는 것은 최고를 달성하는 것과 마찬가지로 어려운 일이고 그렇기 때문에 오히려 영광으로 생각한다는 취지의 발언을 하기도 하였다.

### 시대 고증
프로그램이 「왕가」라고 하는 용어를 사용한 것에 대해 일본의 인터넷에서는 「천황가의 권위를 짓밟는 표현이다」느니, 「황실 혹은 천황가라고 불러야지」 하는 등의 반발이 있었다. 그 근거로 중국에서 '황제'가 가장 높으며 황제가 조선, 일본, 베트남 등 인근 국가의 '왕'을 거느리고 따르게 하고 있다고 여겨져 온 인식이 있다는 것, 한국 언론이 일본 천황을 「일왕」(日王)이라고 부르는 것을 천황에 대한 폄하로 해석하는 견해 등이 있었는데(다만 왕이라는 용어는 '황제에 속한 친왕, 번왕 등의 작위로써의 의미 말고도 '국가 혹은 단체의 수장'을 일컫는 지위로써의 왕이라는 의미도 존재하고, 일본 안에서도 천황을 이러한 지위로써의 '왕'이라고 부르고 '왕'으로 인식하는 것은 이미 일찍부터 존재해 왔으며, 조공 체제하에서 황제-왕의 관계는 단순하게 왕이 황제에게 종속된 주종관계로써만 단정지어 버릴 수 없는 측면도 있다), 이에 대해 혼고는 왕가라는 말은 일본 왕실을 폄하하는 것이 아니라고 설명하였다.
이 문제는 같은 해의 참의원 총무위원회 NHK의 예산 심의의 한 질문으로 다루어졌고, NHK 회장이 헤이안 말기부터 가마쿠라 시기에 이르는 중세사 연구 전문가의 주장에 따라 '왕가'라는 말을 사용했다고 응답 했다. 이때 데인 경험인지 2022년 같은 시대를 다룬 가마쿠라도노의 13인에서는 '왕가'라는 용어를 쓰지 않았다.
이소 도모아키(磯智明) 프로그램 치프 · 프로듀서는 「학설에서도 「왕가」로 정리되어 있는 것은 아닙니다」라며, 「왕가」라는 용어의 사용은 「드라마 속에서 머무른다」라고 설명하고 있다.
인물의 역사상 자세한 내용은 해당 인물 기사를 참조하시오.

### 공식 트위터
6월 21일의 방송(제24회)에서는, E테레 등에서 방송중인 프로그램 「드라마틱・액터즈 파일」의 공식 Twitter 어카운트를 이용해, 시험적으로 본작 프로듀서의 이소 토모아키가 프로그램 해설을 한다는 형태의 진행이 이루어졌다. 19시경부터 순차 해설을 비롯해 20시 프로그램 시작부터는 실시간으로 실황 해설을, 또 프로그램 종료 후에도 시청자로부터의 질의 응답을 섞어가며 보충 해설 등을 실시했다. 덧붙여 이 트윗에서는 출연자의 구보타 마사타카(窪田正孝)와 다카하시 아이(高橋愛)도 코멘트를 남기고 있다.
2010년 8월 4일 NHK 방송 센터에서 제작 발표가 진행되었지만, 당시 지금까지의 대하 드라마와는 다른 시도로 프로그램 이미지를 보여준 비디오가 공개됐다. 이 비디오는 당일 NHK의 TV 뉴스에서도 일부가 유출되었다.
이후 공식 계정이 정식으로 발족하여 2012년 10월 21일 기준으로 팔로워는 1만 8000명을 넘었다. 이 기획은 7월 8일 방송(제27회) 이후에도 부정기로 진행되었으며 이런 방송과 동시진행 해설은 일본의 대하드라마 역사상 최초였다.
방송중, 공식 트위터에는 시청자에 의한 본작을 소재로 한 패러디나 배우의 캐리커처 등 일러스트가 자연 발생적으로 다수 전해져 올라왔으며, 이들은 「모리에(盛絵)」라고 불렸다. 일러스트를 기고한 것은 일반 시청자이었지만, 유키 마사미(ゆうきまさみ), 키타자키 타쿠(北崎拓), 오리하라 미토(折原みと), 우미노 쓰나미(海野つなみ), 우니타 유미(宇仁田ゆみ) 등의 현직 만화가, 일러스트레이터도 있었다.
일러스트는 주로 트위터상의 이미지 투고 기능으로 모집되었지만 공식 사이트에서도 이미지 투고 양식으로 모집이 이루어지고 있었다. 또한 이들 일러스트 중 약 300여 점을 전시하는 이벤트가 도쿄(東京) ·긴자(銀座)를 시작으로 고베(神戸), 히로시마(広島), 아오모리(青森), 다카마쓰(高松)의 각지에서 이루어졌다.
2016년 2월 19일에 TBS 라디오의 프로그램 「오기우에 치키・Session-22 」(荻上チキ・Session-22)에서 「오늘 밤 결정! 최고의 대하 드라마」라고 하는 특집이 방송되어, 동 프로그램 청취자나 출연자가 1인 1표로 투표한 순위 결과가 발표되었다. 이 시점까지 발표된 모든 대하드라마 전 54작이 대상으로 총 투표수 1,000표 이상의 대규모였는데 2위 '독안룡 마사무네' 88표, 3위 '신선조!'에, 본작 '다이라노 기요모리'는 209표라는 큰 차이로 1위를 차지하였다. 이러한 결과에 대해, 프로그램에 출연한 일본의 시대극 연구가 가스가 다이치(春日太一)는 「시청률이 나빴기 때문에 그만큼 더 열심히 보자고 하는 사람들도 많았다」, 「어쨌든 인물간의 관계를 꽤 촘촘하고 자세하게 그린 작품이었다」, 「인터넷과 함께 열심히 보지 않으면 안 되는 작품이었기 때문에, 보는 측의 열량은 강했다」등으로 코멘트했다.

## 줄거리
분지(文治) 원년(1185년), 가마쿠라에서 미나모토노 요시토모(源義朝)의 공양탑의 기둥을 세우는 공사가 이루어지는 가운데 미나모토노 요리토모 앞으로 그의 오랜 원수 · 헤이케 일문이 나가토의 단노우라에서 멸망했다는 소식이 전해진다. 기쁨에 차올라 옛 헤이케의 도료 · 다이라노 기요모리를 조롱하는 고케닌(御家人)들에게 요리토모는 무심코 「다이라노 기요모리가 없었다면 무사의 세상은 없었을 것이다」(平清盛なくして武士の世は無かった)라고 외쳐 버린다. 그리고, 요리토모는 무사의 시대의 초석을 쌓은 다이라노 기요모리라는 남자의 일생에 대한 감회와 "다이라노 기요모리라는 사람은 어떤 사람이었지? 나는 진정으로 다이라노 기요모리라는 사람을 이긴 것이 맞나?"라는 의문과 함께 그의 생애를 반추해 나가며 이야기는 시작된다.
제1부
무사가 「왕가의 개」라고 불리며, 후지와라 셋칸케를 비롯한 귀족들로부터 멸시당하던 시대, 헤이타(다이라노 기요모리)는 당시의 최고 권력자 · 시라카와 법황의 사생아로 태어나, 무사 집안인 헤이시(다이라 씨)의 도료 · 다이라노 다다모리의 아들로 자라난다. 이윽고 자신의 출생의 비밀을 알게 된 기요모리는 「나는 대체 누구인가?」라는 생각으로 고민하면서, 헤이시와 나란히 무사로써 활약하던 겐지(源氏)의 적남(嫡男) ・ 미나모토노 요시토모와 경합하며 한 사람의 무사로 성장해 나간다.
제2부
기요모리가 헤이시의 도료를 이어받고 얼마 지나지 않아 호겐의 난이 일어나고, 헤이시와 겐지 모두 고시라카와인(後白河院) ・ 스토쿠인(崇徳院) 각 진영으로 갈라져 골육상쟁을 벌인 끝에 무사의 힘이 전쟁의 승패를 결정짓고, 기요모리도 요시토모도 모두 무사의 시대가 올 것을 기대하지만, 승리하여 권력을 얻은 고시라카와인으로부터, 패배한 스토쿠인에 붙었던 일족의 처형을 강요받는 결과로 끝났다. 난 이후 실권을 잡은 신제이와 함께 순조롭게 출세하는 기요모리에 비해 냉대받는 요시토모는 불만을 품고 결국 반신제이파의 권유로 군사를 일으킨다. 그리고 헤이시와 겐지, 결착의 때가 다가온다.
제3부
헤이지의 난에 승리한 기요모리는 승진을 거듭해 무사로써는 최초로 태정대신의 자리에까지 올라, 헤이케는 영화의 극을 달리게 된다. 출가하여 후쿠하라로 옮겨 살던 기요모리는 이곳에 자신이 염원하던 송과의 교역을 위한 새로운 항구의 건설을 시작한다. 그러나 수도에서는 점차 헤이케의 '전횡'에 대한 왕가 · 귀족들의 불만이 높아져가고, 잇따르는 헤이케 배척의 움직임에 마침내 키요모리는 결기, 고시라카와 법황을 유폐해 버리고 자신이 권력의 정점에 선다. 스스로 이상으로 품고 있던 나라의 모습을 세우기 위해 후쿠하라 천도 등의 갖가지 계획을 강경하게 밀어 붙이는 기요모리였으나, 그런 헤이케에 불만을 품은 도고쿠 무사들이 요시토모의 아들 · 요리토모를 중심으로 내세워 거병하였고, 기세를 늘려가는 가운데 기요모리는 병으로 쓰러진다. 기요모리의 사후, 헤이케는 겐지에게 몰려 드디어 단노우라에서 멸망하기에 이른다. 기요모리가 목표로 했던 '무사의 세상'이라는 꿈은 요리토모로, 나아가 바다 너머 이국과의 교역이 활발한 세상이라는 꿈은 요리토모 사후 3백 년 뒤 교토에 막부를 세운 아시카가 씨에 의해 계승되어 간다.

## 등장인물
Twitter가 공개한, 2012년에 있어서의 대화의 트렌드의 동향을 정리한 「Year on Twitter」에서는, 본작은 화제가 된 TV 드라마의 1위를 획득하고 있다.

## 출연진

### 헤이케 일문

#### 헤이케 일족
- 다이라노 기요모리 - 마츠야마 켄이치 (어린 시절:마에다 오시로)

(헤이타 → 다이라노 키요모리)
주인공. 다이라노 다다모리의 장남으로 길러졌으나, 실제로는 시라카와인(白河院)과 그 애첩 마이코(舞子)의 자식이다. 어렸을 때의 이름은 헤이타(일본어: 平太).
자신의 출생의 비밀을 알게 되고 조정을 충실히 섬기는 아버지(사실은 양아버지) 다다모리에 대한 반발과 경멸로 거친 소년기를 보냈고, 「망나니 다카헤이타」(無頼の高平太)라고 불렸다. 원복(元服)을 행하고 '기요모리'라는 이름을 얻게 된 뒤에도 집안을 뛰쳐나와 서쪽의 바다에서 해적 퇴치를 행하지만, 수도로 불려 돌아와 도바인(鳥羽院)의 북면 무사(北面の武士)가 되면서 조정이나 귀족들의 실태와 양아버지 다다모리의 진의를 알게 되었고, 아버지의 살아가는 방식을 이해해간다. 무사가 천대받는 세상을 조금이라도 「재미있게 살아가는」 것을 신조로 하면서 송(宋)의 문물 등 신기한 것에 끌리는 한편으로 낡은 권위나 미신 같은 것을 싫어한다.
다다모리 사후 헤이시의 도료가 되고, 도바인과 스토쿠인을 둘러싼 상황이 악화되는 가운데 양자간 화해를 바라지만 자신이 「지켜야 할 것」을 우선시하여 도바인에게 충성을 맹세하였다. 호겐의 난에서는 그 기치(旗幟)를 분명히 하지 않고 스토쿠 ・ 고시라카와 두 진영을 저울질하면서 은상 인상을 꾀하지만, 고시라카와의 도발에 편승하는 형태로 고시라카와편에 가담하게 된다. 호겐의 난이 끝난 뒤 신제이의 명으로 앞서 스토쿠인의 편에 섰던 숙부 ・ 다다마사(忠正) 일당을 처형했고, '일련탁생'의 기치 아래 반대편에 섰다 패망한 자들의 마음을 짊어지고 살 것을 맹세하고, 신제이와 함께 그의 정치 개혁을 재력·병력으로 지탱한다.
신제이의 의뢰로 구마노(熊野)에 참배하고 돌아오던 와중에 요시토모 등이 모반을 일으켰다는 소식을 듣고 신제이를 구하기 위해 수도로 급히 달려왔으나 한 발 늦게 되고, 겐지와 결판을 내기로 결단한다. 처음에는 공순할 것처럼 보이면서 겐지측의 방심을 유도하는 한편으로 니조 친정파(二条親政派)의 내통을 유도하여 고시라카와인과 니조 미카도(二条帝)를 구출하고 니조로부터 모반인 추토의 칙을 받아내어 '관군'으로써의 자격을 가지고 즉시 이를 행동에 옮기고, 겐지군을 쳐부수는 데 성공한다. 전쟁 뒤에는 겐지 잔당의 근절을 지시하지만 양어머니 이케노젠니(池禅尼)의 간원이나 요시토모의 첩 도키와(常盤)의 모습에서 친어머니 마이코의 모습을 겹쳐보게 되어 요리토모나 도키와의 아들들의 목숨을 구해 주고 말았다.
니조 미카도의 신뢰를 얻어 무사로써는 최초로 공경(公卿)에 오르고, 송과의 교역을 중심으로 한 새로운 나라 만들기를 목표로 하지만 보수적인 공경들의 반대에 부딛치면서 더 높은 곳으로 올라가 힘을 얻기를 바란다. 그 야심을 깨달은 후 고시라카와인에 의해 실권이 없는 태정대신(太政大臣)에 오르고, 재임 중에 일문 사람들을 차츰 공경에 올리며 헤이케의 권력을 반석에 올리게 된다.
50세를 맞은 직후에 큰 병으로 쓰러지고, 꿈속에서 시라카와인과의 대화에서 한평생 절대권력을 누렸던 시라카와인조차 마음대로 할 수 없었다던 「천하삼불여의」(天下の三不如意)마저도 기요모리 자신의 뜻대로 해보일 것을 선언하고, 헤이케의 도료를 아들 시게모리(重盛)에게 넘기고 출가하여 수도를 떠나 후쿠하라(福原)로 은퇴한다. 후쿠하라를 송-일본 교역의 거점을 행할 「헤이케의 도시」(平家の都)로 삼겠다는 새로운 나라 만들기를 목표로 하는 한편으로 승병들이 일으킨 이른바 가오의 강소(嘉応の強訴)나 손자 고레모리 등이 겪은 덴카 노리아이 사건(殿下乗合事件)에서 일문이나 수도 사람들에게 존재감을 계속해서 보인다. 그러나 그 과정에서 불만을 품는 사람들을 힘으로 찍어 누르고, 다른 사람들의 희생도 마다하지 않는 자세가 한때 그의 가장 절친한 가신 가운데 한 명이기도 했던 우사기마루(兎丸)의 이반과 그의 죽음을 초래하게 된다.
고시라카와인과의 관계가 시게코의 죽음을 계기로 파국을 맞게 되자 인의 유폐를 도모하고, 시게모리의 간언으로 일단은 그만두지만, 시게모리가 죽은 뒤 고시라카와인이 그 영지를 몰수하자 분노에 휩싸여 결기하여 인을 유폐해 버리고 손자 안토쿠 미카도(安徳帝)를 옹립하고 권력의 정점에 선다. 후쿠하라 천도 등 자신이 이상으로 하는 나라 만들기를 추진하지만 그 정신은 차츰 광기에 지배당하고 있었고, 그가 살려 주었던 요리토모의 거병을 계기로 제정신으로 돌아오지만, 이미 마음의 축을 잃고 검조차 휘두를 수 없게 된 상태였다.
고시라카와인과의 마지막 쌍륙(双六)에서 승리하고, 고시라카와인을 향해 "귀족들이 지배하던 헤이안의 시대는 끝났으며, 앞으로는 무사가 힘으로 패권을 다투는 시대가 올 것"이라고 예언하고 그에게 이별을 고한다. 얼마 안 가서 열병으로 쓰러지고, 일문 사람들에게 "내 무덤 앞에 요리토모의 목을 가져와 바치라"(墓前に頼朝の首を供えるよう)라고 명령한 것을 유언으로 사망하게 된다. 사망 직전에 생령(生霊)이 되어 옛 친구인 사이교(西行)의 암자에 나타났으며, 일문 사람들이나 요리토모에게도 또 하나 유언을 남기게 된다.
- 다이라노 다다모리(일본어: 平忠盛) - 나카이 키이치

헤이시의 도료. 기요모리의 아버지(실제로는 양아버지).
'왕가와 귀족의 개' 취급받는 무사의 현실에 강한 불만을 갖고 있던 청년기에 마이코와의 만남과 이별을 경험하고, 그녀에게서 기요모리를 부탁받아 아들로 기르게 되면서 "왕가의 개로 끝나고 싶지 않다"라는 생각을 품게 된다. 이후 키요모리를 무사의 자식으로 키웠으며, 조정을 충실히 받들어 섬김으로써 무사의 지위 향상을 도모하고, 마침내 무사로써는 최초로 덴조비토(殿上人, 당상관)가 된다. 그러나 그것은 기요모리와의 사이에 일시적이나마 골을 만들었고, 차남 이에모리(家盛)를 죽음으로 몰아가는 한 원인이 되었다.
조정의 의향에 따라 공경이 될 수는 없었고, 이에모리를 잃고 나서는 「무사라는 건 무엇을 위해서 싸우는 것이냐」라는 것을 자문자답한 끝에 「무사의 세상을 만들기 위해서 싸우는 것이다」라는 답을 도출하게 된다. 그리고 기요모리를 헤이시의 차기 도료로 정하고 자식들에게 아끼던 것을 나누어 주고 또한 동생 다다마사 등 일문의 연장자와 헤이시의 게닌(家人)들에게는 제각기 맡을 역할을 유언하고 얼마 안 가서 세상을 떠났다.
- 다이라노 마사모리(일본어: 平正盛) - 나카무라 아쓰오(中村敦夫)

다다모리의 아버지로 기요모리에게는 할아버지(실제로는 양할아버지)에 해당한다.
「무사는 인을 섬기는 자」라는 사고방식을 가지고 있어서 다다모리가 시라카와인에게 쫓기는 마이코를 숨겨주는 것에 반대했고, 마이코를 잃고 낙심한 다다모리에게 시라카와인에게 거스르는 것이 얼마나 어리석은 일인지를 설한다. 기요모리가 어렸을 때 사망하였다.
- 다이라노 다다마사(일본어: 平忠正) - 토요하라 코스케(豊原功補)

타다모리의 동생. 키요모리의 숙부.
형 다다모리 밑에서 헤이시 일문을 약진시키는 것을 제일로 하며 일문 안에서도 가장 큰 발언력을 가지고 있다. 때문에 다다모리가 덴조비토가 되었을 때에는 사람들이 놀랄 정도로 기뻐 눈물까지 흘렸을 정도였다. 그런 한편으로 헤이시의 피가 섞이지 않은 기요모리를 적남으로 삼는 것에 반대했고, 이에모리야말로 헤이시 일문의 정당한 후사라고 생각한다. 때문에 일문 안에서도 특히 기요모리에게 엄격하게 대했다. 다만 기요타(시게모리)를 비롯한 기요모리의 자식들에게는 관대한 태도를 보였으며, 「누구를 좋아하고 좋아하지 않고 혈연에 상관없이 싸우지 마라」고 말한다.
기요모리의 도료 계승 뒤에도 다다모리의 유언을 지켜서 헤이시의 파수꾼처럼 헤이시를 지지했다. 호겐의 난에서는 요리모리가 기요모리에 대한 반발로 스토쿠인의 편에 가담하려 한다는 것을 알고, 그를 일문 안에서 고립시키지 않기 위해, 그리고 헤이시 일문이 분열되는 것을 피하기 위해 요리모리를 대신해 아들들을 이끌고 스토쿠인의 편에 가담했고, 기요모리와 골육상쟁을 벌이지만, 싸움은 고시라카와의 승리로 끝나고 다다마사는 패주했다. 훗날 이토 다다키요(伊藤忠清)의 연고자에 의해 체포되고 수도에 출두하게 되었다. 기요모리는 어떻게든 자신의 숙부를 구명하고자 분주하게 움직였지만 신제이는 다다마사와 그 자식들에 대한 참수를 지시했고, 다다마사는 헤이시가 가는 길을 기요모리에게 맡기며 「쓸데없이 동요하지 마라」(要らぬ動きはするな)라고 충고하며 자신의 참형을 받아들인다.
- 다이라노 도키타다(일본어: 平時忠) - 모리타 고

토키코의 동생. 시게코(겐슌몬인)의 오라버니.
출세할 가망이 거의 없는 하급 귀족 집안에서 태어나 나태하고 방만한 나날을 보내지만, 도키코가 지요모리와 벗이라는 것을 알고 기요모리를 끌어들여 이익을 얻을 목적으로 전처 아키코(明子)를 잃은 기요모리에게 누나 도키코와의 연담을 권한다. 도키코가 기요모리의 후처가 된 뒤에는 일문의 합의에 가담하게 된다.
헤이지의 난 이후에는 기요모리에게 내세워져 우소변(右少弁)에 오르는데, 조카인 노리히토 친왕(憲仁親王)의 태자 책봉을 꾀하다가 니조 미카도를 불쾌하게 하여 기요모리의 명으로 관직을 반납하고 나아가 니조 미카도를 저주하였다는 의심까지 사게 되어 이즈모(出雲)로 유배된다. 그 뒤 얼마 안 가서 수도로 소환되어 산기(参議)에 취임하고 변설의 재주를 살려서 조정 안에서의 공작 활동에 종사한다. 기요모리가 병으로 쓰러지자 도키코의 친아들인 무네모리가 헤이케의 도료를 이어야만 한다고 주장해 일문 안에 균열을 만들게 된다.
겐슌몬인의 오빠로써 조정 안에서도 중용되었지만 가오의 강소 사건에 휘말려 관직을 삭탈당하고 만다. 이후에는 후쿠하라의 기요모리와 고시라카와인의 연락책을 맡는 한편으로 기요모리의 뜻을 받들어 셋쇼(摂政) ・ 후지와라노 모토후사(藤原基房)에게 덴카 노리아이 사건(殿下乗合事件)의 보복을 행한다. 나아가 가부로(禿)를 수도 안에 퍼뜨려서 헤이케에 비판적인 사람들을 단죄하고, 이를 비판하는 우사기마루에게 「헤이케가 아니면 사람도 아니다」(平家にあらずんば人にあらず )라고 말하기에 이른다.
기요모리 사후에 일문의 수도 탈출을 따랐고, 단노우라 전투 이후 신경(神鏡)을 지킨 공으로 사형을 면하고 노토(能登)에 유배되었다.
- 다이라노 이에모리(平家盛) - 다이토 슌스케 (어린 시절:후지모토 카나타)

(헤이지 → 타이라노 이에모리)
타다모리의 차남. 생모는 이케노젠니. 아명은 헤이지(平次).
용모도 수려하고 재기발랄한 청년으로 혈통 문제에 있어서 형 기요모리에 의해 걸릴 것도 없지만, 혈통상의 의혹이 있는 기요모리를 형으로 존경하고 따른다. 하지만 기온 투란 사건(祇園闘乱事件)을 계기로 친아들이 아님에도 불구하고 기요모리를 세울 것을 강요받는 어머니를 생각해 기요모리를 대신해 자신이 헤이케를 맡겠다고 선언하고, 후지와라노 요리나가(藤原頼長)의 후원으로 중용되는데, 실은 도리어 일문을 궁지로 몰아넣기 위한 요리나가의 음모임을 알고 아연실색한다. 실의에 빠진 가운데 어머니 무네코에게 "나는 그저 어머니가 기뻐하시는 모습을 보고 싶었던 것뿐"이라는 흉중의 생각을 털어놓고, 도바인의 구마노 참배에 동행하지만 돌아오는 길에 말에서 떨어지는 사고로 죽음을 맞이한다.
- 다이라노 쓰네모리(平経盛) - 스루가 타로

타다모리의 3남. 기요모리·이에모리・노리모리와는 모두 이복형제.
그다지 존재감이 없고 가끔씩 일문의 사람들로부터도 잊혀질 정도다. 무예보다도 와카(和歌)나 관현 같은 기예에 관심을 보이는 까닭에 도키타다로부터「(무예에 뛰어난) 노리모리와 합쳐서 한 사람」이라는 야유를 듣기도 한다. 기요모리로부터는 「앞으로도 헤이케의 문(文)의 축이 되어 달라」는 유언을 전해받지만, 단노우라 전투에서 노리모리와 함께 바다에 뛰어든다.
- 다이라노 노리모리(平教盛) - 스즈노스케

타다모리의 4남. 키요모리·이에모리・쓰네모리와는 모두 이복형제.
형제 가운데에서도 특히 무예에 뛰어나지만 문예에 소원한 탓에 도키타다로부터 「(문예에 뛰어난) 쓰네모리와 합쳐서 한 사람」이라는 야유를 듣기도 한다.
헤이지의 난 이후에는 형 기요모리의 후원으로 히타치노스케(常陸介)로 출세하지만, 노리히토 친왕을 태자로 세우는 계획에 관여한 혐의로 기요모리의 명으로 관직을 반납하게 된다. 기요모리로부터는 「앞으로도 헤이케의 무(武)의 축이 되어 달라」는 유언을 전해받지만, 단노우라 전투에서 쓰네모리와 함께 바다에 뛰어든다.
- 다이라노 요리모리(平頼盛) - 니시지마 타카히로(西島隆弘)

(헤이고로 → 타이라노 요리모리)
다다모리의 5남. 생모는 이케노젠니. 아명은 헤고로(平五郎).
자기 마음 가는 대로 행동하는 다니는 형 기요모리를 이에모리와 달리 어려워한다. 이에모리와 함께 도바인의 구마노 참배에 동행했고, 이에모리의 죽음을 목격한 뒤 그 마지막 말을 기요모리에게 전했다. 이에모리 사후 이케노젠니의 유일한 아들이라는 입장에서 기요모리를 좋게 생각하지 않고, 호겐의 난에서는 몰래 스토쿠인 쪽에 참진하려고 했지만 이케노젠니나 숙부 다다마사의 설득으로 단념한다. 그 뒤에는 자신을 대신해 스토쿠인에 가담했던 다다마사에 대한 주저함을 키요모리에게 간파되어 참진을 인정받지 못했던 것으로부터 키요모리와의 사이에 앙심이 생기게 되었다. 헤이지의 난에서는 다다모리로부터 유품으로 전해 받은 명검 「누키마루」(抜丸)를 쥐고 겐지의 군세와 싸웠다.
헤이지의 난 후에는 기요모리가 힘써주어 다자이노다이니(大宰大弐) 자리에 보임되었고, 다자이후(大宰府)에 부임한다. 하지만 이복 형 노리모리에게 산기 승진으로 추월당하는 등 일문 안에서도 냉대받았다. 그 뒤 셋칸케(摂関家)나 하치조인(八条院)의 후원으로 염원하던 산기에 오르지만 직무 태만을 이유로 고시라카와인에 의해 해임되었다. 실의에 빠진 요리모리는 기요모리에게 일문에서 자신을 내쳐줄 것을 청원하지만 기요모리로부터 후쿠하라 조영의 진의와 요리모리 자신이 일문에서 빠뜨릴 수 없는 사람이라는 고백을 듣고 「어이없을 정도로 어마어마한 큰일을 벌이는 형을 둔 동생」이라는 숙명을 받아들이고 일문을 지지할 것을 맹세한다. 그러나 일본의 정점에 오르고 폭주하는 기요모리에게 간언했지만 그의 말은 받아들여지지 않았다.
기요모리의 유언으로 「다다모리와 이케노젠니의 핏줄을 지켜야 한다」는 부탁을 받고 헤이케의 수도 탈출을 따르지 않고 배신자의 오명을 무릅쓰면서 요리토모에게 의지해, 헤이케의 혈맥을 남기는 데에 성공했다. 단노우라 전투 이듬해에 사망하게 된다.
- 다이라노 다다노리(平忠度) - 무로 쓰요시

다다모리의 6남. 요모리의 막내 동생.
구마노에서 태어나고 길러졌기 때문에 성인이 될 때까지 형들과는 면식이 없었다. 기요모리가 50세 된 생일을 축하하는 연회에서 형들과의 대면을 이루게 되었다. 야생적인 용모와 달리 노래 시합에서 후지와라노 가네자네(藤原兼実)와 호각을 다툴 정도로 와카에도 조예가 깊어서 기요모리로부터 「일본 제일」이라고 인정받게 되었다.
헤이케의 수도 탈출에 따랐으나 이치노타니 전투에서 전사하였다.
- 다이라노 시게모리(平重盛) - 쿠보타 마사타카 (소년기：히라오카 타쿠마 / 어린 시절：마루야마 아유무)

(키요타 → 다이라노 시게모리)
키요모리의 장남. 어머니는 아키코, 아명은 키요타(清太). 조정에 출사한 후로는 "코마츠도노"(小松殿)라 불렸다. 작은할아버지인 다다마사는 시게모리를 두고 '지나치게 성실하다'고 평했다.
호겐의 난에서 동생 모토모리와 함께 첫 출진을 장식했다. 난 뒤에는 아버지 기요모리와 함께 승진을 거듭하지만 자신을 귀여워해 주었던 작은할아버지 다다마사의 처형을 명받은 신제이와 손잡은 아버지 기요모리의 삶의 방식을 이해하지 못해 괴로워한다. 그러나 인이나 야마호시(山法師)에게도 굴하지 않고 맞서는 아버지의 모습을 지켜보면서 생각을 바꾸어 아버지를 지지하기로 맹세한다.
기요모리가 대신의 자리에 오르고 뒤를 이어 다이나곤(大納言)이 된다. 기요모리가 병으로 쓰러지자 도료의 책무를 대행하는데, 외삼촌 도키타다가 지지하는 이복동생 무네모리나 도키코와의 사이에 앙금이 생기게 된다.
아버지 기요모리가 은거하자 그 뒤를 이어 도료가 되지만 결벽한 성격으로 기요모리에게 우려를 사게 되었다. 덴카 노리아이 사건(殿下乗合事件)을 유직고실(有職故実)에 맞춰 온건하게 받아들이려 했지만 아버지 기요모리가 이에 대한 보복을 행하자 아버지와의 기량 차이를 느끼고 마음아파하다 관직에서 물러나지만, 여동생 도쿠코(徳子)의 입궐을 계기로 복귀한다. 그 뒤에는 아버지 기요모리와 고시라카와인 사이의 대리를 화해시키려 고심했으며, 기요모리가 고시라카와인을 로쿠하라에 유폐하려 하자 병든 몸을 이끌고 이를 간언한다. 하지만 인의 근신으로써 기요모리의 적남이라는 미묘한 입장 위에서 인에는 충절과 아버지에 대한 효도 사이에서 갈등한 끝에 42세로 병사하고 만다.
- 다이라노 모토모리(平基盛) - 와타베 고타 (소년기:스에오카 타쿠토/ 어린 시절:이케다 유토)

(키요지 → 타이라노 모토모리)
키요모리의 차남. 어머니는 아키코, 아명은 키요지(清次). 작은 할아버지 다다마사는 그의 성격을 두고 '요령이 좋다'고 평했다. 만사를 뛰어난 형· 시게모리에게 맡기고 자신은 마음가는 대로 살아가길 바라며, 기요모리는 그런 모토모리를 "젊은 날의 나와 닮았다"고 평한다.
헤이지의 난 이후에는 기요모리의 후원으로 도토미노카미(遠江守)로 출세했으나, 외삼촌 도키타다와 함께 노리히토 친왕을 태자로 세우려는 계획에 관여한 혐의로 아버지 기요모리의 명에 의해 관직을 반납하게 되었다. 헤이케에 있어서는 자신전(紫宸殿) 조영 성공을 기원하러 고야 산(高野山)으로 향했지만 도중에 우지 강(宇治川)에서 익사했다. 그의 죽음은 사누키인(스토쿠인)의 원령에 의한 것이라는 소문이 돌게 된다.
- 다이라노 무네모리(平宗盛) - 이시구로 히데오 (소년기:쿠사카와 타쿠야 / 어린 시절:무라야마 켄타 /7세:마부치 호마레)

기요모리의 3남. 어머니는 키코. 아명은 키요사부로(清三郎).
온화한 동시에 약간 나약한 면이 있는 성격. 기요모리에게는 셋째 아들이지만 도키코 소생의 형제들 가운데서는 맏이에 해당한다. 동생들과 삼촌·토키타다와는 사이가 좋다. 헤이지의 난의 동란 와중에 관례를 마치고 그 즉시 첫 출전을 하게 되었으며, 요시토모의 아들로 욱방문(郁芳門)을 지키고 있던 미나모토노 요리토모와 싸우게 되었다.
헤이지의 난 이후에는 기요모리의 후원으로 순조롭게 승진하였고, 산기(参議)에 올라 도키타다 ・ 시게모리와 함께 공경이 된다. 기요모리가 병으로 쓰러지자 외삼촌 도키타다에게 부추겨져서 도료의 자리를 의식하게 된다.
형 시게모리 사후에 도료의 자리에 오르지만, 시게모리에 대한 열등감과 도료의 자리에 대한 중압감으로 연회로 나날을 보낸다. 또한 아버지 기요모리에게는 전우의 아들이기도 한 미나모토노 나카쓰나(源仲綱)의 애마 기노시타(木下)를 강제로 빼앗아 모치히토 왕(以仁王)의 난에서 나카쓰나의 일족인 셋쓰 겐지(摂津源氏)의 거병의 계기를 제공하였다. 그러나 후쿠하라 천도에 대한 불만이 터져 나오자 일문을 대표하여 아버지에게 이를 간언하여 기요모리가 교토로의 환도를 결정하게 된다.
단노우라에서는 자신의 적자 기요무네(清宗)와 함께 다른 일족들처럼 바다에 뛰어들었으나, 가라앉지 않고 헤엄치고 있던 와중에 붙잡혔고, 훗날 처형되었다.
- 다이라노 도모모리(平知盛) - 코야나기 유(小柳友)

기요모리의 4남. 어머니는 도키코. 아명은 요시로(清四郎).
문무에 뛰어난 청년으로 무예 훈련을 가벼이 여기는 동생 시게히라에게 충고하면서도 단순한 무문(武門)의 위치에서 탈피하고자 하는 헤이케의 입장에도 이해를 보인다.
아버지 기요모리 사후 헤이케의 중핵으로써 겐지와 싸웠으나 단노우라 전투에서 패하고 「봐야 할 것은 모두 보았다」(見るべきほどの物は見つ)라는 말을 남기고 닻을 몸에 짊어진 채로 바다에 뛰어든다.
- 다이라노 시게히라(平重衡) - 쓰지모토 유키

기요모리의 5남. 어머니는 토키코. 아명은 키요고로(清五郎).
순진한 성격으로 키요모리에 심취해 있다. 전쟁을 모르고 자랐기 때문에 무예 훈련을 싫어하고 이를 간언하는 이토 다다키요(伊藤忠清)에게 「헤이케의 권세 앞에 싸우려 드는 자가 대체 누가 있겠느냐」라고 말해 버렸다. 헤이케에 대한 반란 진압을 위해 진주한 난토(南都)를 모조리 불살라 버리는 바람에(난토 소각) 헤이케에 대한 인심의 이반을 결정짓게 된다. :헤이케가 수도를 떠날 때에 따랐으나, 훗날 체포되어 난토로 호송되어 처형되었다.
- 다이라노 고레모리 - 이노와키 카이 (소년기:오니시 유야)

시게모리의 장남. 아명은 시게타(重太).
마지막에는 이치노타니 전투에서 도망치고 출가하여 나치의 바다로 투신자살했다.
- 다이라노 스케모리 - 모리나가 유키 (소년기:오니시 켄세이)

시게모리의 차남. 아명은 시게지(重次).
키요모리의 손자라며 우쭐해 있다가 섭정·후지와라노 모토후사의 행렬을 방해하여 모욕당한다. 이후 코레모리와 함께 후지 강 전투로 향한다.
단노우라 전투에서 생을 마감.
- 다이라노 기요무네 - 마츠모토 라이

무네모리의 장남.
단노우라에서는 무네모리와 함께 입수하지만 죽지 못하고 함께 체포되어 참수되었다.
- 타이라노 나가모리 - 오치 야스히토

타다마사의 장남.
호겐의 난으로 아버지와 함께 스토쿠인 편에 참전. 패주 후 체포되어 아버지와 형제들과 함께 참수형에 선고된다.
- 타이라노 타다츠나 - 쿠보야마 토모히로

타다마사의 차남.
호겐의 난 패주 후 체포되어 아버지와 형제들과 함께 참수형에 선고된다.
- 타이라노 마사츠나 - 야마모토 스구루

타다마사의 3남.
호겐의 난 패주 후 체포되어 아버지와 형제들과 함께 참수형에 선고된다.
- 타이라노 미치마사 - 타케시타 료이치

타다마사의 4남.
호겐의 난 패주 후 체포되어 아버지와 형제들과 함께 참수형에 선고된다.
- 시게사부로 - 이시이 렌

시게모리의 3남. 후의 타이라노 키요츠네. 시게자부로(重三郎)는 키요츠네의 아명.

#### 헤이케의 여성들
- 토키코 - 후카다 쿄코

키요모리의 후처. 타이라노 토키노부의 딸. 토키타다의 누나이자 시게코의 언니.
- 이케노젠니 - 와쿠이 에미

(무네코 → 이케노젠니)
타이라노 타다모리의 정실. 출가하기 전의 이름은 무네코(宗子).
- 아키코 - 카토 아이

키요모리의 첫번째 아내. 타카시나노 모토아키의 딸. 비파 연주를 잘하며, 토키코를 시작으로 여러 명의 쿠게(公家)의 딸들을 가르쳤다.
- 츠네코 - 타카하시 아이 (소녀기:오오데 나나코)

후지와라노 이에나리의 딸. 나리치카의 동생. 시게모리의 아내.
- 히데코 - 에비세 하나

타이라노 이에나리의 아내.

#### 헤이케의 가신
- 타이라노 모리쿠니 - 가미카와 타카야 (어린 시절:코바야시 렌)

(스즈키마루 → 타이라노 모리쿠니)
키요모리 최측근. 원래는 세토우치의 어민으로 원래 이름은 스즈키마루(鱸丸)였다.
- 타이라노 이에사다 - 나카무라 바이쟈쿠

헤이시 제일의 가인(家人).
- 이토 타다키요 - 후지모토 다카히로

이세 국의 지방 무사. 헤이시의 사무라이 대장을 맡는다.
- 타이라노 사다요시 - 타구치 히로마사

이에사다의 아들.
- 타이라노 무네키요 - 카지와라 젠

요리모리의 유부(乳父).
- 타이라노 모리야스 - 사토이 켄타

헤이시의 가인. 키요모리의 유부
- 타이라노 코레츠나 - 오미 토시노리

이에모리의 유부.
- 이토 타다나오 - 츠치히라 돈페이

타다키요의 동생. 통칭은 로쿠로(六郎).
- 스마 - 코마즈카 유이

이케노젠니의 시녀.
- 이쿠타 - 이토 슈코

키요모리의 시녀.
- 나미코 - 이와타 사유리

모리쿠니의 부인.
- 나세츠 - 요시타케 레오

토키타다의 도구인 카무로(禿).

#### 우사기마루 일당
- 우사기마루 - 카토 코지 (소년기:마에다 코우키/ 어린 시절:쇼지 류세)

세토우치의 해적의 우두머리. 도적・오보로즈키의 아들.
- 토리 - 히라기 루미 (소녀 시기:야마구치 메구미)

송나라 사람. 우사기마루의 부인. 슌야의 여동생.
- 코우사기마루 - 타카스기 마히로 (어린 시절:오노 렌토)

우사기마루와 토리의 아들
- 아라탄바 - 핫타 코지

우사기마루의 부하.
- 부토우타 - 루오

우사기마루의 부하.
- 키린다유우 - 스가오 유이

우사기마루의 부하.

### 겐지일문

#### 겐지 일족
- 미나모토노 요시토모 - 타마키 히로시

(무샤마루 → 미나모토노 요시토모)
미나모토노 타메요시의 적장자. 미나모토노 요리토모의 아버지. 아명은 무샤마루(武者丸).
- 미나모토노 요리토모 - 오카다 마사키

(오니무샤 → 미나모토노 요리토모)
요시토모의 적장자(원래는 삼남). 어머니는 유라고젠. 아명은 오니무샤(鬼武者).
- 미나모토노 요시츠네 - 카미키 류노스케 (어린 시절:하시노 류노스케)

(우시와카마루 → 샤나오 → 미나모토노 요시츠네)
요시모토와 토키와고젠의 삼남(원래는 아홉째). 아명은 우시와카마루(牛若丸).
다섯 살까지 어머니와 함께 헤이케 밑에서 자랐기 때문에, 키요모리를 친아버지로 여기고 있었다.
- 미나모토노 타메요시 - 코히나타 후미요

- 미나모토노 타메토모 - 하시모토 사토시

- 미나모토노 요시카타 - 사카모토 히로유키

- 미나모토노 유키이에 - 에라 준

- 미나모토노 요시히라 - 나미오카 카즈키

- 미나모토노 토모나가 - 카와무라 료스케

- 미나모토노 요리카타 - 나가오카 타스쿠

- 미나모토노 요리나카 - 이와마 타카츠구

- 미나모토노 타메무네 - 오키 타카후미

- 미나모토노 타메나리 - 아라이 유스케

- 미나모토노 타메나카 - 후지무라 나오키

- 이마와카마루 - 사토 시온

- 오토와카마루 - 아라카와 마키

- 센츠루마루 - 모리 카즈키

- 오히메 (미나모토노 요리토모의 딸)

#### 겐지의 여성들
- 유라고젠 - 타나카 레나

(유라히메 → 유라고젠)

- 토키와고젠 - 타케이 에미

(토키와 → 토키와고젠)

- 마사코 - 안

- 미치코 - 시모미야 리호코

#### 겐지의 가신
- 카마타 미치키요 - 카네다 아키오

- 토쿠로 - 츠카모토 타카시

- 벤케이 - 아오키 무네타카

(오니와카 → 벤케이)

- 카마타 마사키요 - 조 타미야스(조민화)

- 오사다 타다무네 - 하세가와 키미히코

#### 셋츠 겐지의 일족
- 미나모토노 요리마사 - 우카지 타카시

- 미나모토노 나카츠나 - 스다 쿠니히로

- 타다 유키츠나 - 노나카 이사오

- 와타나베 쇼 - 이토 마사유키

### 사이교와 그 가족
- 사이교 - 후지키 나오히토

(사토 노리키요 → 사이교)

- 하루코 - 요시다 요

- 하나코

### 조정

#### 왕가(황실)
본작에서는 학술적 견지에 의거하여 천황과 상황의 일족을 아울러 '왕가'라는 용어로 부르며, 천황은 기존 대하 드라마에서와 마찬가지로 '미카도', 상황·법황은 '~인'(院)으로 표기된다.
- 고시라카와 법황

(마사히토 친왕 → 고시라카와 천황 → 고시라카와 상황 → 고시라카와 법황)
배역: 마츠다 쇼타
도바인(鳥羽院)의 제4황자로 어머니는 다마코(璋子). 이름은 마사히토(일본어: 雅仁)이다.
대통에 생각이 없는 것처럼 가장하여 박타(博打)나 이마요(今様)에 빠져 지내며 그 자신의 유부(乳父, 유모의 남편)인 신제이(信西)로부터도 「왕가의 일그러진 모습이 응축된 독이 든 과일」(王家の歪みを凝縮した毒の巣)이라는 평가를 받고 있지만, 속으로는 주위로부터 소외되어 있다는 점에 대한 울분을 품고 있다. 살아간다는 것을 「놀이」로 칭하고, 자신의 행동에 주변이 휘둘리는 것을 보며 즐기고 있지만, 항상 자신의 생각한 것보다 한발 앞서가는 기요모리에게는 두려우면서도 부럽다는 생각을 품고 있어, 그와의 「쌍륙 놀이」를 무엇보다도 재미있어 한다.
도바인의 인세이 시기에는 스토쿠인(崇徳院)과 마찬가지로 정치로부터 멀어져 있었지만, 아오하카(青墓)에 갔을 때 오토마에(乙前)와 만나 이마요를 배우고, 같은 시기에 고노에 미카도(近衛帝)가 사망하였기 때문에 아버지 도바인의 총비인 나리코나 마사히토 자신의 유부(乳父) 신제이의 후원을 받아 태자 책봉도 없이 천황이 된다. 이어 호겐의 난에서는 기요모리를 도발하여 그가 자신의 진영으로 오도록 끌어들이고, 무사의 힘을 이용하여 승리하였으나, 난 뒤에는 정치를 신제이 등에게 맡기고 자신은 측근들과 놀기만 했으며, 비후쿠몬인(美福門院)에게 모리히토 친왕(守仁親王)에게 양위할 것을 독촉받아 당초에는 주저하였으나 「(기요모리와) 좀 더 재미있게 놀고 싶어서」라는 이유를 내세우며 미련없이 양위하게 된다.
헤이지의 난이 일어나자 누나 조사이몬인(上西門院)과 함께 다이리(内裏, 대궐)에 유폐되지만 후지와라노 스케무네(藤原経宗)의 주선으로 닌나지(仁和寺)로 탈출한다. 난 뒤에는 정권이 니조 미카도(二条帝)에게로 옮겨가면서 다시금 정치에서 멀어지게 되어 우울에 빠져들어 이마요나 불교에 빠져들게 되는데, 시게코를 비로 맞이하면서 노리히토(憲仁, 다카쿠라 천황)를 얻게 되면서 헤이케와의 관계도 양호하게 된다.
니조 미카도 사후에는 어린 로쿠조 미카도(六条帝)를 끼고 치천의 군 자리에 복귀하게 된다. 기요모리의 국정에 대한 야심을 눈치채고 그를 실질적인 권한은 없는 태정대신 자리에 앉히는 것으로 한번은 그 야망을 꺾지만, 헤이케 일문의 공경이 늘어나 오히려 그 권력을 강화하는 결과가 되었다.
기요모리가 출가하자 자신도 출가하여 법황(法皇)이 되지만, 그 무렵에 관례를 깨뜨리고 온조지(園城寺)의 승려들을 계사(戒師)로 택한 것이 원인이 되어 가오의 강소(嘉応の強訴)라 불리는 엔랴쿠지 승병들의 강소(집단 시위)가 벌어지는데, 이에 대한 대응이 지지부진한 가운데 기요모리의 중재로 일이 수습되는 결과가 되어, 헤이케의 힘을 눈앞에서 보게 된다. 한편으로 후쿠하라를 방문하여 송의 사자와도 대면하고, 또한 다카쿠라 미카도(高倉帝)에게 기요모리의 딸 도쿠코(徳子)의 입내(入内)를 허락하는 등 기요모리가 목표로 하는 나라 만들기에 협력한다. 자신은 이마요 모음집 『료진히쇼』(梁塵秘抄)의 편찬을 통해 이마요를 읊는 평화로운 세상이로부터 자신이 추구하는 세상의 모습이라고 느끼고, 기요모리와는 서로 목표로 하는 세상에 빠뜨릴 수 없는 존재라는 것을 인정하게 된다.
그러나 헤이케와의 연을 이어주고 있던 시게코가 사망하고, 헤이케와의 거리를 두기 시작했으며, 마침내 헤이케 토벌의 음모를 꾀하나 발각되어 많은 근신들을 잃었다. 반전을 꾀하며 후지와라노 모토후사(藤原基房)와 손을 잡고 모리코의 장원이나 시게모리의 영지를 그들이 사망한 뒤에 몰수했지만, 이에 기요모리가 일으킨 지쇼 3년의 정변으로 도바도노(鳥羽殿)에 유폐당한다. 그러나 이 사태는 고시라카와인이 꾸민 계획대로였고, 정치에서 소외되면서 실제로는 세간의 흐름을 은밀히 파악하고 있었다.
다카쿠라인이 사망하고 세 번째로 치천의 군으로 복귀하여 군림하게 되지만, 기요모리와의 쌍륙에서 패하고 「앞으로는 헤이안 귀족들의 시대가 끝나고 무사들이 실력으로 패권을 다투는 시대가 올 것」이라는 예언을 듣고 기요모리와의 이별을 고한다. 헤이케가 멸망한 뒤, 상경한 미나모토노 요리토모와 대면했을 때에는 과거의 열정적이던 모습은 이미 사라지고 없었으며, 얼마 안 가서 숨을 거둔다.
- 시라카와 법황 - 이토 시로

기요모리나 스토쿠인의 생물학적 아버지로 도바인(鳥羽院)의 할아버지.
천황의 자리에서 물러난 뒤에도 「인세이」(院政)를 행하며 50년 이상이나 치천의 군으로써 군림해 왔다. 극중 신제이의 대사를 통해 「현세를 사는 요괴」(現に生きる物の怪)라는 평가를 받았다. 기요모리의 친아버지(생물학적 아버지)에 해당하지만 그에 대한 애정은 조금도 가지고 있지 않다. 만년에는 불교에 경도된 나머지 살생금지령(殺生禁断令)을 내려 백성들을 더욱 괴롭게 한다. 이와시미즈 하치만구(石清水八幡宮)의 임시제(臨時祭)에서 기요모리의 살기 서린 춤을 본 뒤 「참으로 무사의 자식답도다」(武士の子らしい)라고 평하였으며, 그로부터 몇 개월 뒤에 세상을 떠났다.
기요모리뿐 아니라 다마코와의 사이에서도 아키히토(顕仁, 스토쿠인)를 두었고, 후세에 재앙의 씨앗을 심어 그 존재는 죽어서까지도 도바인을 괴롭히게 된다.
생전 기요모리와는 어렸을 때와 자랐을 때를 통틀어 세 번 마주하였으며, 두 번째로 만난 자리에서 살생금지령이 백성들을 괴롭게 하고 있으니 부디 철회해 달라는 기요모리의 요청을 거부하자 기요모리는 "법황께서는 달에 닿고 싶어도 닿지 못하고 몸부림치고 있는 연기 같은 분이며, 현세를 사는 요괴다"라고 일갈하는데, 시라카와인은 그런 기요모리의 말에 재미있다며 "그러면 너는 누구 자식이냐? 누구 배에서 났느냐?"라고 묻고, 기요모리의 출생의 비밀과 그의 어머니가 자신의 명령으로 죽었음을 알려준다. 충격을 받은 기요모리가 "그러면 내 어머니는 죽였으면서 왜 나는 죽이지 않았느냐"고 물었을 때, "그건 말이지, 네놈에게도 이 '요괴'의 피가 흐르고 있기 때문이지."라며 극중 처음이자 마지막으로 기요모리의 이름을 부른다.
훗날 기요모리가 쉰 살을 맞이한 것을 기념하며 열었던 연회 직후에 병으로 쓰러지자 기요모리의 꿈에 나타나서 「너는 가장 높은 곳에서 내려다본 경치를 모른다」(お前は上り切った先の景色を知らない)라며 기요모리에게 더 높은 곳을 목표로 삼으라고 도발한다.
- 토바 법황 - 미카미 히로시

(토바 천황 → 토바 상황 → 토바 법황)
시라카와인의 손자.
시라카와 인세이 아래서 일절 정치에 관여해 보지도 못한 채. 천황의 자리마저도 (극중 자신의 피가 아닌 시라카와인의 소생인) 아키히토(스토쿠인)에게 양위해야 했고, 나아가 중궁인 다마코가 시라카와인과 밀통하고 있다는 것에 충격을 받았다. 시라카와인이 사망한 뒤에는 자신이 치천의 군이 되어 옛 인세이를 뒤집고자 한다. 다마코를 「요괴」라고 부르며 멸시하고 나리코를 총애했는데, 속으로는 다마코에 대한 마음을 버리지 못하고 있었다. 자신에게 흐르는 시라카와인의 피를 두려워하고 있었는데, 히에이 산(比叡山)의 승려들이 벌인 강소에서 승려들의 신여(神輿)에 화살을 쏜 기요모리와의 대화를 통해 그 속박을 끊고, 이후에는 기요모리를 높이 평가한다.
고노에 미카도가 병으로 쓰러지자 이는 자신이 스토쿠인을 소원하게 대했던 과보를 받는 것이라고 생각하게 되었고, 기요모리의 권고를 받아 스토쿠인과의 화해를 도모한다. 한때는 스토쿠인의 아들인 시게히토(重仁)의 즉위나 스토쿠인의 중조(重祚, 복위)도 고려하였지만 정치 정세의 안정을 도모하는 신제이나 나리코에게 제지된다. 그뒤에는 스토쿠인을 「내 아들」이라고 부르며 용서를 청하지만 받아들여지지 못했고, 또한 즉위한 고시라카와에게서 예전 시라카와인의 모습을 보게 되면서 충격으로 병으로 쓰러져, 스토쿠인에 대한 속죄를 바라면서 세상을 떠나게 된다.
- 스토쿠 상황 - 이우라 아라타(ARATA) (소년기:쿠와시로 타카아키/어린 시절:코야마 하야테)

(아키히토 친왕 → 스토쿠 천황 → 스토쿠 상황)
이름은 아키히토(顕仁, あきひと)이다. 표면상으로는 도바인의 제1황자로 되어 있지만 실제로는 다마코가 시라카와인과 밀통하여 얻은 시라카와인의 사생아이다.
아직 어린 나이에 시라카와인의 의향으로 즉위하게 된다. 도바인이 치천의 군이 된 뒤에는 「숙부 아들」(叔父子)이라 불리며 냉대받았고, 와카를 통해 사토 노리키요(佐藤義清)와 교제를 가졌으나 그마저 출가해 버리면서 고독한 처지에 내몰리게 된다. 자신의 아들인 시게히토 친왕(重仁親王)에게 양위하여 그 후견으로서 자신이 원하는 정치를 하고자 하였으나 나리코의 책략에 걸려 동생(동시에 스토쿠인 자신의 중궁의 양자이기도 했다)인 나리히토 친왕(躰仁親王)에게 양위하게 되면서 정치에서 완전히 배제되고 만다. 후에 고노에 미카도가 세상을 떠나고 다시금 정권을 쥘 기회가 찾아왔지만 이마저도 나리코나 신제이에 의해 마사히토가 고시라카와 미카도로 즉위하면서 좌절되고 말았다.
그뒤에는 도바인을 저주하면서도 그 도바인의 성의나 기요모리, 나리코의 설득으로 위독한 도바인에게로 달려갔지만 결국 그 임종을 지킬 수 없게 되었다. 그뒤 접근해 온 후지와라노 요리나가의 계획에 동조하여 호겐의 난을 일으켜 고시라카와 미카도와 싸우지만 패하고, "도대체가 무엇 하나 내 마음대로 되지 못하는 내 인생이라니"라고 한탄하며 산속으로 황망히 도주했다가 동생 가쿠쇼 법친왕(覚性法親王)을 의지하여 닌나지로 달아났다. 난 후의 재단으로 유배형에 처해졌으며, 출가하여 머리를 깎은 채 사누키(讃岐) 유배지로 보내지게 된다.
사누키에서의 평온한 생활 속에서 예전 자신의 잘못을 깊이 뉘우치게 되었고, 화해를 원하여 사경한 경전을 수도로 보냈지만, 고시라카와인에게 거절당한다. 나아가 시게히토 친왕의 부고를 전해듣고, 다시금 원통함과 분노에 휩싸여 「일본국의 대마왕(大魔王)이 되어 황제를 잡아다 백성으로 만들고 백성을 황제로 만들겠다」고 칭하며 괴이한 모습이 되어 자신을 이 지경에 처하게 한 자들에 대한 저주를 계속했지만 끝내 힘이 다하자 평온했던 예전 모습으로 돌아와 무엇 하나 자신의 마음대로 되지 않았던 생애를 마치게 된다.
- 니조 천황 - 토미우라 사토시 (소년기:마츠다 케이스케)

(모리히토 친왕 → 니죠 천황)

- 타카쿠라 천황 - 치바 유다이 (어린 시절:미타니 쇼타)

- 하치조인 아키코 - 사토 히토미

- 조사이몬인 무네코 - 아이하라 미카

- 코노에 천황 - 키타무라 타쿠미

- 모치히토 왕 - 카키자와 하야토

- 시게히토 친왕 - 유다이

- 안토쿠 천황 - 다나카 유타

(토키히토 친왕 → 안토쿠 천황)

- 토시코 내친왕

- 로쿠조 천황

#### 궁중의 여성들
- 마이코 - 후키이시 카즈에

- 나리코 - 마츠유키 야스코

(나리코 → 비후쿠몬인 나리코)

- 시게코 - 나루미 리코

(시게코 → 켄슌몬인 시게코)

- 타마코 - 단 레이

(타마코 → 타이켄몬인 타마코)

- 토쿠코 - 니카이도 후미

(토쿠코 → 켄레이몬인 토쿠코)

- 키요코 - 오오타니 에이코

(키요코 → 스메라기카몬인 키요코)

- 마사루코 - 나카타 미유

- 시메코 - 이토 마미코

#### 후지와라 셋칸(摂関) 가문
- 후지와라노 타다자네 - 쿠니무라 준

- 후지와라노 요리나가 - 야마모토 코지 (어린 시절:사토 시온)

- 후지와라노 타다미치 - 호리베 케이스케

- 후지와라노 모토후사 - 호소카와 시게키

- 후지와라노 카네자네 - 아이지마 카즈유키

- 후지와라노 모토자네 - 무라스기 세미노스케

- 후지와라노 모로나가 - 카타야마 쿄스케

- 후지와라노 카네나가 - 나카네 다이주

- 모리코 - 야기 노조미 (어린 시절:콘도 리사)

- 후지와라노 모토미치 - 나가시마 슈고 (어린시절:오하자마 신요)

- 후지와라노 모로이에 - 아쿠츠 히데토시

- 하타노 키미하루 - 토미카와 카즈히토

- 토시나리 - 쿠보타 고로

#### 신흥귀족
- 신제이 - 아베 사다오

(타카시나노 미치노리 → 후지와라노 미치노리 → 신제이)

- 후지와라노 나리치카 - 요시자와 히사시

- 후지와라노 노부요리 - 츠카지 무가

- 사이코 - 카토 토라노스케

(후지와라노 모로미츠 → 사이코)

- 후지와라노 이에나리 - 사토 지로

- 후지와라노 이에야스 - 와타나베 테츠

- 후지와라노 쿠니츠나 - 오카모토 노부토

- 후지와라노 모로타카 - 칸 유우키

- 후지와라노 모로츠네 - 시미즈 유타카

#### 그 외의 공경
- 후지와라노 나가자네 - 쿠니히로 토미유키

- 후지와라노 노리나가 - 야지마 켄이치

- 후지와라노 사네요시 - 코쿠보 조지

- 후지와라노 코레카타 - 노마구치 토오루 (호겐원년시절:야시바 토시히로)

- 후지와라노 츠네무네 - 아리조노 요시키

- 후지와라노 키미노리 - 나미키 시로

- 미나모토노 마사사다 - 아카보시 쇼이치로

- 후지와라노 무네스케 - 마사키 신타로

- 후지와라노 킨시게 - 에다가와 요시노리

- 카잔인 타다마사 - 토모요시 카쿠신

- 후지와라노 토시나리 - 하나야기 주라쿠 (3대)

- 미나모토노 아리히토 - 아오야마 요시노리

#### 궁중에서 일하는 여성들
- 호리카와노 츠보네 - 료

- 미카게 - 요코야마 메구미

- 아사코 - 아사카 유이

- 켄쥬고젠 - 코치 마치코

#### 그 외 귀족
- 타카시나노 모토아키 - 히라타 미츠루

- 후지와라노 스에노리 - 야마구치 료이치

- 타이라노 토키노부 - 에비스 요시카즈

- 타이라노 야스요리 - 호타루 유키지로

- 슌칸 - 오오시마 우사부로

- 하라다 타네나오 - 카니에 잇페이

#### 인(院, 北面)의 호위무사
- 미츠야스 - 타나카 코타로

- 스케토오 - 마지마 코헤이

- 사다츠구 - 오쿠무라 토모후미

### 종교(절과 신사)세력

#### 히에이산 엔랴쿠지
- 묘운 - 훗킨 젠노스케

- 킨카쿠 - 신자키 진세이

- 킨카쿠 - 와키 토모히로

#### 이츠쿠시마 신사
- 사에키 카게히로 - 누쿠미즈 요이치

- 슌야 - 와타나베 쿠니토 (소년기:노무라 슈헤이)

### 교토 사람들
- 기온노뇨고 - 마츠다 세이코

(기온노뇨고 → 오토마에)

- 오보로즈키 - 류 다이스케

- 시게사다 - 토쿠이 유

- 죠묘 - 사사키 무츠미

- 아즈사 - 미즈키 카오루

- 나가토 - 호우마쇼 노리유키

### 토고쿠 지방 사람들

#### 이토 가문
- 이토 스케치카 - 미네 류타

- 야에히메 - 후쿠다 사키

- 이사부로 - 야베 키요스케

#### 호조 가문
- 호조 토키마사 - 엔도 켄이치

- 마키노카타 - 츠키야마 만유우코

- 호조 요시토키 - 나카야마 타쿠야

#### 오슈 후지와라 씨
- 후지와라노 히데히라 - 쿄모토 마사키

- 후지와라노 야스히라 - 코바야시 타카시카

#### 겐지 측 도코쿠 무사
- 미우라 요시아키 - 스가타 슌

- 카즈사 츠네즈미 - 키타로

- 하타노 요시미치 - 콘구 쿠와타

- 사사키 히데요시 - 켄조

- 사사키 사다츠나 - 세키 타카아키

- 사사키 츠네타카 - 타카무라 쇼헤이

- 카즈사 히로츠네 - 타카스기 코우

- 카지와라 카게토키 - 와마다 마나부

- 도히 사네히라 - 모로 모로오카

- 타케다 노부요시 - 나가사와 토시야

- 미우라 요시즈미 - 타니모토 하지메

- 치바 츠네타네 - 이토 마사카즈

#### 헤이케 측 도코쿠 무사
- 야마키 카네타카 - 나카무라 류

- 오오바 카게치카 - 키노시타 세이지

### 사이고쿠 지방의 사람들
- 호토케고젠 - 키무라 타에

- 타키지 - 카와라사키 켄조

- 쿠니마츠 - 시라쿠라 유지

- 토키마츠 - 우치노 켄타

- 세미마츠 - 하라 유타미

- 기오 - 오노에 유카리

- 기뇨 - 하나카게 아리스

### 송나라 사람
- 주신 - 사쿠라 킨조

- 탄카이 - 우에모토 준

- 조 - 스미다 타카시

## 방송일정·시청률
- 전체 50화. 제1화, 최종화는 75분으로 확대방송.

※ 아래의 파란색 숫자는 '최저 시청률'이고, 빨간색 숫자는 '최고 시청률'입니다.
| 회차                                | 방송일     | 부제목                        | 연출              | 기행                                                                                  | 시청률 | 시청률 | 시청률 | 시청률   |
| 회차                                | 방송일     | 부제목                        | 연출              | 기행                                                                                  | 간토   | 간사이 | 주쿄   | 북부규슈 |
| ----------------------------------- | ---------- | ----------------------------- | ----------------- | ------------------------------------------------------------------------------------- | ------ | ------ | ------ | -------- |
| 제1회                               | 01월 08일  | 두 명의 아버지                | 시바타 타케시     | 이쓰쿠시마 신사(히로시마현 하쓰카이치시)                                              | 17.3%  | 18.8%  | 21.4%  | 21.1%    |
| 제2회                               | 01월 15일  | 불량배 코헤이타               | 시바타 타케시     | 이와시미즈하치만 궁(교토부 야와타시)                                                  | 17.8%  | 17.2%  | 22.2%  | 20.3%    |
| 제3회                               | 01월 22일  | 겐페이의 도련님               | 와타나베 가즈키   | 이세 헤이시 발상전설지(미에현 쓰시)                                                   | 17.2%  | 18.1%  | 22.6%  | 19.3%    |
| 제4회                               | 01월 29일  | 궁궐의 급습                   | 와타나베 가즈키   | 뵤도인(교토 부 우지시) 도쿠죠쥬인 터(교토 부 교토시)                                  | 17.5%  | 15.7%  | 21.3%  | 19.2%    |
| 제5회                               | 02월 05일  | 해적 토벌                     | 시바타 타케시     | 와다 신사(효고현 고베시)                                                              | 16.0%  | 16.1%  | 20.8%  | 15.5%    |
| 제6회                               | 02월 12일  | 서해의 해적왕                 | 시바타 타케시     | 다다노우미(히로시마 현 다케하라시)                                                    | 13.3%  | 12.6%  | 15.6%  | 11.5%    |
| 제7회                               | 02월 19일  | 빛나지 않는 그대              | 와타나베 가즈키   | 스미요시 타이샤(오사카부 오사카시)                                                    | 14.4%  | 14.0%  | 19.0%  | 12.8%    |
| 제8회                               | 02월 26일  | 송전과 내대신                 | 와타나베 가즈키   | 구시다 궁(사가현 간자키시)                                                            | 15.0%  | 13.4%  | 19.1%  | 15.4%    |
| 제9회                               | 03월 04일  | 두 이단아                     | 나카지마 유키     | 호쥬지/호쥬지 릉(교토 부 교토 시)                                                     | 13.4%  | 14.5%  | 17.7%  | 13.5%    |
| 제10회                              | 03월 11일  | 노리키요, 지다                | 나카지마 유키     | 쇼지지(교토 부 교토 시) 요시노 산 사이교안(나라현 요시노정)                           | 14.7%  | 12.7%  | 17.2%  | 13.3%    |
| 제11회                              | 03월 18일  | 원령의 눈물                   | 와타나베 가즈키   | 로쿠하라미쓰지(교토 부 교토 시)                                                       | 13.2%  | 13.3%  | 16.7%  | 12.1%    |
| 제12회                              | 03월 25일  | 숙명의 재회                   | 와타나베 가즈키   | 호콘고인(교토 부 교토 시)                                                             | 12.6%  | 12.7%  | 16.4%  | 15.1%    |
| 제13회                              | 04월 01일  | 기온 난투 사건                | 나카지마 유키     | 야사카 신사(교토 부 교토 시)                                                          | 11.3%  | 12.6%  | 12.7%  | 10.8%    |
| 제14회                              | 04월 08일  | 이에모리 궐기                 | 나카지마 유키     | 쿠마노 본궁 대사(와카야마현 다나베시)                                                 | 13.7%  | 12.1%  | 15.4%  | 13.7%    |
| 제15회                              | 04월 15일  | 폭풍 속의 일문                | 시바타 타케시     | 곤고부지(와카야마 현 고야정)                                                          | 12.7%  | 11.6%  | 15.6%  | 11.7%    |
| 제16회                              | 04월 22일  | 아버님, 안녕히                | 와타나베 가즈키   | 온도 해협(히로시마 현 구레시)                                                         | 11.3%  | 12.0%  | 13.8%  | 12.5%    |
| 제17회                              | 04월 29일  | 헤이지의 동량                 | 나카지마 유키     | 쓰루가오카하치만구 (가나가와현 가마쿠라시)                                            | 13.9%  | 12.3%  | 14.3%  | 11.1%    |
| 제18회                              | 05월 06일  | 탄생, 고시라카와 천황         | 시바타 타케시     | 엔코지(기후현 오가키시)                                                               | 13.5%  | 12.9%  | 16.4%  | 14.7%    |
| 제19회                              | 05월 13일  | 토바 인의 유언                | 와타나베 가즈키   | 안라쿠쥬인(교토 부 교토 시)                                                           | 14.7%  | 11.3%  | 16.0%  | 11.1%    |
| 제20회                              | 05월 20일  | 전야의 결단                   | 사사키 요시하루   | 아쓰타 신궁(아이치현 나고야시)                                                        | 11.8%  | 11.5%  | 15.4%  | 10.5%    |
| 제21회                              | 05월 27일  | 호겐의 난                     | 나카지마 유키     | 다카마쓰신메이지(교토 부 교토 시)                                                     | 10.2%  | 11.1%  | 13.2%  | 10.4%    |
| 제22회                              | 06월 3일   | 승리의 보상                   | 시바타 타케시     | 고후쿠지(나라 현 나라시) 쇼고쿠지(교토 부 교토 시)                                    | 11.0%  | 9.2%   | 13.5%  | 12.5%    |
| 제23회                              | 06월 10일  | 숙부를 베다                   | 와타나베 가즈키   | 후나오카야마공원(교토 부 교토 시)                                                     | 11.6%  | 12.0%  | 11.8%  | 11.9%    |
| 제24회                              | 06월 17일  | 키요모리의 대 승부            | 사사키 요시하루   | 다자이후 천만궁(후쿠오카현 다자이후시)                                                | 12.1%  | 12.5%  | 14.3%  | 12.3%    |
| 제25회                              | 06월 24일  | 끝나지 않은 꿈                | 시바타 타케시     | 지오마에 신사(히로시마 현 하쓰카이치 시)                                              | 10.1%  | 11.3%  | 14.6%  | 10.2%    |
| 제26회                              | 07월 01일  | 헤이지의 난                   | 와타나베 가즈키   | 쿠마노 나치 대사(와카야마 현 나치카쓰우라정) 쿠마노 하야타마 대사(와카야마 현 신구시) | 13.2%  | 11.9%  | 15.5%  | 13.2%    |
| 제27회                              | 07월 08일  | 숙명의 대결                   | 와타나베 가즈키   | 고넨지(교토 부 교토 시)                                                               | 11.7%  | 12.3%  | 15.2%  | 12.6%    |
| 제28회                              | 07월 15일  | 벗의 아들, 벗의 아내          | 시바타 타케시     | 오오미도지(아이치 현 미하마정)                                                        | 11.2%  | 10.3%  | 15.2%  | 9.5%     |
| 제29회                              | 07월 22일  | 시게코의 혼례                 | 나카지마 유키     | 쇼렌인(교토 부 교토 시)                                                               | 10.7%  | 9.5%   | 14.6%  | 13.1%    |
| 제30회                              | 07월 29일  | 헤이케 납경                   | 나카지마 유키     | 쓰즈오카 신사(가가와현 사카이데시)                                                    | 11.4%  | 10.7%  | 11.8%  | 10.8%    |
| 제31회                              | 08월 05일  | 이즈의 유배인                 | 시바타 타케시     | 구시다 신사(후쿠오카 현 후쿠오카시)                                                   | 7.8%   | 8.1%   | 10.5%  | 8.1%     |
| 제32회                              | 08월 19일  | 백일의 태정대신               | 와타나베 가즈키   | 히루가지마 공원 (시즈오카현 이즈노쿠니시/이토시)                                      | 10.7%  | 11.0%  | 12.7%  | 11.0%    |
| 제33회                              | 08월 26일  | 키요모리, 오순 연회           | 나카지마 유키     | 온도 해협(히로시마 현 기타히로시마정/구레 시)                                         | 9.3%   | 9.1%   | 11.9%  | 8.9%     |
| 제34회                              | 09월 02일  | 시라카와 인의 전언            | 시바타 타케시     | 카모 신사(효고 현 다쓰노시)                                                           | 11.1%  | 9.7%   | 16.0%  | 11.3%    |
| 제35회                              | 09월 09일  | 나의 도읍, 후쿠하라           | 와타나베 가즈키   | 유키미노고쇼 옛유적비(효고 현 고베 시)                                                | 10.5%  | 10.3%  | 14.8%  | 11.0%    |
| 제36회                              | 09월 16일  | 거인의 그림자                 | 나카지마 유키     | 이쓰쿠시마 신사(히로시마 현 하쓰카이치 시)                                            | 10.1%  | 8.8%   | 13.5%  | 13.4%    |
| 제37회                              | 09월 23일  | 전하 승합 사건                | 하시즈메 신이치로 | 니야쿠이치 신사(교토 부 교토 시)                                                      | 10.5%  | 9.9%   | 14.0%  | 10.6%    |
| 제38회                              | 09월 30일  | 헤이케가 아니면 사람이 아니다 | 와타나베 가즈키   | 구라마데라 (교토 부 교토 시)                                                          | 14.3%  | 9.5%   | 15.9%  | 10.0%    |
| 제39회                              | 10월 07일  | 우사기마루 무념               | 시바타 타케시     | 죠후쿠지 (효고현 고베시)                                                              | 9.7%   | 9.6%   | 12.4%  | 10.6%    |
| 제40회                              | 10월 14일  | 덧없는 노래                   | 나카지마 유키     | 히라노 신사 (교토 부 교토시)                                                          | 9.6%   | 8.4%   | 11.1%  | 11.8%    |
| 제41회                              | 10월 21일  | 주사위의 향방                 | 사사키 요시하루   | 이즈산 신사 (시즈오카 현 이즈노나라시)                                                | 7.9%   | 7.5%   | 9.9%   | 9.1%     |
| 제42회                              | 10월 28일  | 시시가타니의 음모             | 와타나베 가즈키   | 토쿠린안 (교토부 교토시)                                                              | 8.9%   | 9.8%   | 12.4%  | 11.1%    |
| 제43회                              | 11월 04일  | 층성과 효도의 모습으로        | 시바타 타케시     | 죠라쿠지 (교토 부 교토 시)                                                            | 10.2%  | 9.3%   | 11.3%  | 8.7%     |
| 제44회                              | 11월 11일  | 그 곳의 전망                  | 나카지마 유키     | 죠쿄지 (교토 부 교토 시)                                                              | 10.4%  | 10.0%  | 11.5%  | 13.2%    |
| 제45회                              | 11월 18일  | 모치히토의 격문               | 와타나베 가즈키   | 요시쓰네 사당(이와테현 히라이즈미정)                                                  | 7.3%   | 9.4%   | 12.4%  | 11.3%    |
| 제46회                              | 11월 25일  | 요리토모 거병                 | 시바타 타케시     | 아라타 하치만 신사 (효고 현 고베 시)                                                  | 10.3%  | 9.5%   | 11.7%  | 11.1%    |
| 제47회                              | 12월 02일  | 숙명의 패배                   | 나카지마 유키     | 하치만 신사 (시즈오카 현 시미즈정)                                                    | 10.8%  | 10.1%  | 13.6%  | 14.6%    |
| 제48회                              | 12월 09일  | 환상의 도시                   | 나가노 료헤이     | 도다이지 (나라 현 나라 시)                                                            | 10.4%  | 10.4%  | 16.1%  | 12.1%    |
| 제49회                              | 12월 16일  | 주사위가 끝날 때              | 와타나베 가즈키   | 효고 현 고베 시                                                                       | 9.2%   | 9.5%   | 15.1%  | 10.4%    |
| 최종회                              | 12월 23일  | 놀기 위해 태어났느냐          | 시바타 타케시     | 아카마 신궁 (야마구치현 시모노세키시)                                                 | 9.5%   | 8.5%   | 11.5%  | 9.9%     |
| 평균시청률                          | 평균시청률 | 평균시청률                    | 평균시청률        | 평균시청률                                                                            | 12.0%  | 11.6%  | 14.9%  | 12.3%    |
| (시청률조사 : 관동 지방 비디오서치) |            |                               |                   |                                                                                       |        |        |        |          |

### 내용주
1. ↑  공식 발표는 2010년 11월 25일이었지만 그 해 11월 9일에 일본의 일간 스포츠(日刊スポーツ)에서 먼저 보도하였다.[3]
2. ↑  다만 제3부 이후의 오프닝에서는 나레이션(語り) 크레딧 표기가 사라지고, 계속해서 나레이션을 맡았다.

### 참조주
1. ↑  “大河ドラマ50周年記念、各名所を巡るドライブアプリがリリース”. 《ORICON NEWS》. 2020년 2월 5일에 확인함. 다음 글자 무시됨: ‘和書’ (도움말)
2. ↑  “大河ドラマ「平清盛」：語り部は敵方・源頼朝　イケメンをキャスティング予定”. 《まんたんウェブ》 (毎日新聞デジタル). 2011년 5월 12일. 2011年5月13日에 원본 문서에서 보존된 문서.
3. ↑  “松ケン新しい「清盛」12年NHK大河”. nikkansports.com. 2010년 11월 9일. 2013年5月22日에 원본 문서에서 보존된 문서.
4. ↑  “大河ドラマ「平清盛」交流会（ふれあいミーティング）実施（放送総局長会見）”. 《NHKトップトーク》. NHK. 2012년 1월 17일. 2012년 1월 17일에 원본 문서에서 보존된 문서. 2011년 7월 22일에 확인함. 다음 글자 무시됨: ‘和書’ (도움말); 다음 글자 무시됨: ‘大河ドラマ「平清盛」交流会（ふれあいミーティング）実施’ (도움말)

“岩手県奥州市における交流会（ふれあいミーティング）実施について” (PDF). 2012년 1월 17일에 원본 문서 (PDF)에서 보존된 문서. 2011년 7월 22일에 확인함. 다음 글자 무시됨: ‘和書’ (도움말)
5. ↑  “松ケン「清盛」、被災者と交流会”. 《スポーツ報知》. 2011년 8월 26일. 2011년 8월 26일에 원본 문서에서 보존된 문서. 2011년 8월 31일에 확인함.
6. ↑  “松山ケンイチ、2012年大河『平清盛』主役に正式決定 「凄いプレッシャー」”. オリコン. 2011년 11월 25일. 2012년 12월 9일에 원본 문서에서 보존된 문서. 2013년 5월 22일에 확인함. 다음 글자 무시됨: ‘和書’ (도움말)
7. ↑  “大河ドラマ「平清盛」の新キャストに岡田将生、森田剛、加藤浩次ら抜てき!!”. webザ・テレビジョン. 2011년 8월 8일.
8. 1 2 3 4 5 6  吉松隆 (2012년 1월 10일). “大河ドラマ「平清盛」音楽制作メモ”. 月刊クラシック音楽探偵事務所. 2012年1月15日에 원본 문서에서 보존된 문서.
9. ↑  “「本物の芝居、生きた時代を感じて欲しい」磯智明CPから”. 《大河ドラマ「平清盛」公式サイト》. NHK. 2012년 5월 1일에 원본 문서에서 보존된 문서. 2013년 5월 29일에 확인함. 다음 글자 무시됨: ‘和書’ (도움말)
10. ↑  “大河ドラマ50年「平清盛」初回完成試写会”. 《大河ドラマ「平清盛」公式サイト》. NHK. 2012년 1월 8일에 원본 문서에서 보존된 문서. 2013년 5월 29일에 확인함. 다음 글자 무시됨: ‘和書’ (도움말)
11. ↑  NHKトップトーク 放送総局長会見2012/2/22 質疑応答（2012年12月19日時点のアーカイブ）
12. ↑  『NHK大河ドラマ・ストーリー 平清盛 前編』NHK出版、2012年、p.106　ISBN 978-4-14-923359-8
13. ↑  “大河ドラマ「平清盛」 よくある質問”. 《大河ドラマ「平清盛」公式ホームページ》. NHK. 2012년 12월 19일에 원본 문서에서 보존된 문서. 2012년 12월 19일에 확인함. 다음 글자 무시됨: ‘和書’ (도움말)
14. 1 2 3 4 5  産経新聞2012年1月24日付け文化面、“皇室を「王家」　適切なの？　ＮＨＫ大河「平清盛」に疑問の声”. 《産経新聞》. 2012년 1월 24일. 2012年1月25日에 원본 문서에서 보존된 문서. 2012년 1월 31일에 확인함.
15. ↑  堀田純司 (2012년 1월 13일). “大河ドラマ「平清盛」における「王家」をめぐって”. ITmedia. 2013年5月22日에 원본 문서에서 보존된 문서. 「平清盛」で使われる「王家」という皇室の呼称ですが、まずこれは中世を扱う歴史学ではごく普通に、自明のものとして使われている用語です。
16. ↑  本郷和人『謎とき平清盛』文春新書、2011年、p.37,p.p.62-64 ISBN 978-4-16-660835-5
17. ↑  堀田純司 (2012년 1월 13일). “大河ドラマ「平清盛」における「王家」をめぐって”. ITmedia. 2013年5月22日에 원본 문서에서 보존된 문서. 余談ですが、いつの時代も「うるさ型」の人はいるので黒田氏の提唱に対して、「王家という言葉は不適切だ。むしろこちらも中世に使用例が見られる『朝家』がいい」と反論した人がいました。この「朝家」を使えばドラマも論議を巻き起こすことはなかったでしょう。
18. ↑  “「ドラマの目玉に」～『平清盛』で大河初の儀式・儀礼考証”. 2020년 6월 30일에 확인함. 다음 글자 무시됨: ‘和書’ (도움말)
19. ↑  「サイゾー」 2013年2月号
20. ↑  “「平清盛」初回視聴率ワースト3位―やっぱり平家ものは難しい!?”. J-CAST テレビウォッチ. 2012년 1월 10일.
21. ↑  종래의 기록은 『꽃의 난』(花の乱) 제20회(1994년 8월 14일 방송)의 10.1%였다.
22. ↑  “平清盛、大河史上最低の7.8%…女子マラソン影響？”. 《スポーツ報知》. 2012년 8월 6일. 2012年8月6日에 원본 문서에서 보존된 문서. 2012년 8월 6일에 확인함.
23. ↑  『平清盛』視聴率、7.3%…大河の最低を更新 YOMIURI ONKLINE 2012年11月18日閲覧[깨진 링크]
24. ↑  “「平清盛」最終回も1ケタ9.5％、平均も史上最低12.0％”. スポニチ. 2012년 12월 25일.
25. ↑  “「いだてん」全話平均8・2％ 大河歴代最低更新＆初の1桁 ネット好評＆席巻も…”. 《Sponichi Annex》. スポーツニッポン新聞社. 2019년 12월 16일. 2019년 12월 16일에 확인함.
26. ↑  전 화의 평균 시청률은 2019년에『이다텐~도쿄 올림픽 이야기~』가 8.2%로 최저 기록을 갱신하였다.[25]
27. ↑  “松山さん、低視聴率「すごく光栄」NHK「平清盛」クランクアップ”. 《msn産経ニュース》. 2012년 10월 26일. 2013年4月9日에 원본 문서에서 보존된 문서. 2012년 11월 5일에 확인함.
28. 1 2 3  週刊ポスト2012年2月3日号
29. 1 2  “NHK「平清盛」、初回視聴率が歴代ワースト3 「惨敗」は昨夏から決まっていた!”. Jcastニュース. 2012년 1월 10일.
30. ↑  国会会議録検索システム 参院総務委員会8号平成24年3月29日138/140~140/320参照
31. 1 2 3  錦織祐一、“「盛絵」展:「平清盛」イラスト300点 神戸・ドラマ館で開幕 ／兵庫”. 《毎日新聞神戸版》. 2012년 10월 21일.
32. ↑  “大河ドラマ「平清盛」 〈生〉清盛ツイッター解説!”. 《大河ドラマ「平清盛」公式ホームページ》. NHK. 2012년 9월 4일에 원본 문서에서 보존된 문서. 2012년 12월 19일에 확인함. 다음 글자 무시됨: ‘和書’ (도움말)
33. 1 2  “最終回目前！　大河ドラマ『平清盛』とは何だったのか…”. 《ORICON STYLE》. オリコン. 2012년 12월 22일. 2013년 5월 1일에 원본 문서에서 보존된 문서. 2012년 12월 25일에 확인함. 다음 글자 무시됨: ‘和書’ (도움말)
34. ↑  “平清盛展＠銀座に 成海璃子さん・柘植伊佐夫さん登場！”. 《NHKドラマ『編集部イチオシ!』》 (NHKオンライン). 2012년 9월 26일.[깨진 링크(과거 내용 찾기)]
35. 1 2  “「平清盛」イラスト【盛絵】投稿受付中！”. 《大河ドラマ「平清盛」公式ホームページ》. NHK. 2012년 12월 19일에 원본 문서에서 보존된 문서. 2012년 11월 1일에 확인함. 다음 글자 무시됨: ‘和書’ (도움말)
36. ↑  2016年02月19日（金）「今夜決定！最高の大河ドラマ」2018年2月19日閲覧。
37. ↑  各作品ごとの投票数は、放送時にアシスタント・南部宏美によって口頭で発表されたのみ。番組ホームページなどには記載なし。
38. ↑  “Twitter、今年のテレビドラマトレンド上位を発表　1位は「平清盛」”. 映画.com. 2012년 12월 22일. 2013년 4월 25일에 원본 문서에서 보존된 문서. 2013년 4월 25일에 확인함. 다음 글자 무시됨: ‘和書’ (도움말)

## 같이 보기
- 다이라노 기요모리